# 王维屏
王维屏（1916年12月18日—2020年9月22日），男，汉族，天津宝坻人。中国首批国际级足球裁判，清华大学教授。

## 生平
1916年12月生于京兆地方宝坻县。B血型。1942年毕业于兰州国立西北师范学院体育系，后受聘于昆明国立西南联合大学。
1949年中华人民共和国成立后，在清华大学从事体育工作。1956年8月16日，他同李凤楼、方荣富、胡汉文、王南珍被中华全国体育总会推荐成为国际级裁判员，9月获国际足联批准，成为中华人民共和国第一批足球国际裁判。1979年至1985年，担任中国足球协会副主席、裁判委员会主任。1981年在清华大学组建第一批女子垒球队。1987年离休。曾任北京市体育史协会副会长。1995年获中国足球协会授予的“一生奉献、绿茵功臣”荣誉称号。2020年9月22日逝世。